# تيم ريم
تيموثي مايكل تيم ريم (بالإنجليزية: Timothy Michael "Tim" Ream)، لاعب كرة قدم أمريكي في مركز الدفاع يلعب حالياً مع نادي بولتون واندررز. ولد في يوم 5 أكتوبر 1987 في مدينة سانت لويس، ميزوري في الولايات المتحدة.
سبق له اللعب مع نادي نيويورك ريد بولز ونادي شيكاغو فاير تحت 23 سنة وسانت لويس بيليكنز، كما لعب مع منتخب الولايات المتحدة لكرة القدم.

## روابط خارجية
- تيم ريم على موقع الدوري الأمريكي (الإنجليزية)
- تيم ريم على موقع قاعدة بيانات كرة القدم.إي يو (الإنجليزية)
- تيم ريم على موقع ناشيونال فوتبول تيمز (الإنجليزية)
- تيم ريم على موقع Soccerbase.com (لاعب) (الإنجليزية)
- تيم ريم على موقع Soccerway.com (الإنجليزية)
- تيم ريم على موقع عالم كرة القدم.نت (الإنجليزية)
- تيم ريم على موقع AS.com (الإسبانية)